# Zweisimmen
Zweisimmen är en ort och kommun i distriktet Obersimmental-Saanen i kantonen Bern, Schweiz. Kommunen har 3 073 invånare (2023).